# Пиротски зборник
Пиротски зборник је публикација која објављује радове из свих области, природних и друштвено-хуманистичких наука, тематски везане за пиротски крај, тј. за град Пирот и околне општине.

## Историјат
Пиротски зборник су основали: Петар И. Козић, Божидар Антић, Илија Николић, Илија Лазаревић, др Јован Ћирић, Јован Манић, др Миодраг Видановић, Новица Живковић, мр Радомир Антић и др Тодор Васић.
Пиротски зборник служи да се радови који се објаве у њему баве кретањима, процесима, односима и творевинама Пироћанаца. Радови који су објављени су пре тога необјављивани. 
Козић је хтео да овај зборник: окупи сталне сараднике у што већем броју, да се оријентише на изучавање пиротских мотива, изврши интеграцију логичке и ликовне мисли о Пироту и околини, пружи највиши квалитет несумњивих вредности и обогати садржај културног наслеђа. Тако су се на страницама Публикације налазили текстови научника, академика, сарадника научних института, професора универзитета и културних стваралаца. 
Уредничке и ауторске послове је Козић обављао без икакве новчане надокнаде и поред свих његови професорских дужности.
Пиротски зборник је убрзо постао огледало локалног културног идентитета Пирота и Пироћанаца. Један од уредника био је Момчило Цветковић.
Садашњи уредник Зборника је Горан Николић а издавач Народна библиотека Пирот. Дигитализовани Зборници се могу наћи на сајту Библиотеке.